# Guillermo III de Inglaterra
Guillermo III de Inglaterra y II de Escocia (La Haya, 14 de noviembre de 1650-Palacio de Kensington, 8 de marzo de 1702), fue rey de Inglaterra, Escocia (bajo el nombre de Guillermo II) e Irlanda desde 1689 hasta 1702, gobernando junto a su esposa y prima, María II, hasta 1694. Al mismo tiempo, de 1650 a 1702, fue príncipe de Orange, y entre 1672 y 1702, Estatúder de Holanda, Zelanda, Utrecht, Guelder y Overijssel. Su reinado conjunto se conoce como el de Guillermo y María. Era conocido como el rey Billy.
Procedente de la Casa de Nassau y de la rama de Orange-Nassau, Guillermo III accedió a las coronas inglesa, escocesa e irlandesa después de la Revolución Gloriosa, durante la cual depusieron a su tío y suegro a la vez, Jacobo II. En Inglaterra, Escocia e Irlanda, reinó junto a su esposa, María II, hasta la muerte de ella el 28 de diciembre de 1694. Entre los actuales unionistas de Irlanda del Norte se le conoce con el apodo de rey Billy. 
Guillermo III fue nombrado estatúder de los Países Bajos el 28 de junio de 1672 y permaneció en el cargo hasta su muerte. En ese contexto se le llama a veces "Enrique Guillermo, príncipe de Orange" como traducción de su título neerlandés, Willem Hendrik, Prins van Oranje. Por ser protestante, Guillermo participó en muchas guerras contra el poderoso rey católico Luis XIV de Francia. Muchos protestantes lo llamaron Campeón de su Fe; consiguió la corona de Inglaterra debido en parte a esa reputación, pues muchos de ellos eran fervientes anticatólicos (sin embargo, su ejército y flota, la más grande desde la Armada, fueron razones más poderosas para explicar su éxito). 
Su reinado marcó el principio de la transición entre el gobierno personal de los Estuardo y de tipo parlamentario de la casa de Hannover.

## Primeros años
Guillermo nació en La Haya, el 14 de noviembre de 1650, siendo el único hijo de Guillermo II, príncipe de Orange-Nassau, y de María Estuardo, princesa real. Ocho días antes de nacer, el 6 de noviembre, su padre murió víctima de viruela; así, Guillermo le sucedió como príncipe soberano de Orange desde el mismo momento de nacer. 
El 23 de diciembre de 1660, cuando Guillermo tenía apenas 10 años de edad, su madre falleció de viruela mientras visitaba a su hermano, el rey Carlos II de Inglaterra. En su testamento, designó a Carlos II como tutor legal de Guillermo. Carlos delegó esta responsabilidad en la abuela paterna de Guillermo, la princesa Amalia de Solms-Braunfels, con la condición de que buscaran su consejo en los asuntos de gobierno siempre que fuera necesario.

## Entrada en la política
Cuando Guillermo cumplió 16 años en 1666, los Estados Generales de las Provincias Unidas le dieron oficialmente un puesto en la sala del gobierno, o como Guillermo mismo dijo, le hicieron un Niño del Estado. Esto se hizo supuestamente para preparar a Guillermo para el gobierno de la nación, aunque no se especificó cuál sería este papel. Cuando su tiempo en la sala del gobierno terminó tres años más tarde, Guillermo volvió a la vida privada.
En 1672, Guillermo obtuvo el cargo de estatúder de Holanda, Zelandia, Utrecht, Güeldres y Overijssel. Las cinco provincias, sin embargo, habían suspendido el cargo de estatúder tras la muerte de Guillermo II. Durante la "Primera Era de Estatúderes", el poder de facto estuvo en manos de Johan de Witt y Andries de Graeff. En 1667, cuando Guillermo se acercaba a la edad de 18 años, el partido pro-Orange trató de restaurar al príncipe en el poder, asegurándole los cargos de estatúder y de capitán general. Para prevenir la restauración de la influencia de la Casa de Orange, De Witt, De Graeff, Gaspar Fagel y Gillis Valckenier procuraron la emisión del denominado Decreto Eterno (o Decreto Perpetuo), que declaraba que el capitán general o almirante general de los Países Bajos no podría servir como estatúder en ninguna provincia. Además, la provincia de Holanda suprimiría el cargo de estatúder (otras provincias siguieron su ejemplo). 

### Enfrentamientos
1672 fue un año calamitoso para los Países Bajos, que llegó a ser conocido como el "año del desastre". Los Países Bajos fueron invadidos por Francia, por orden de su rey, Luis XIV, que contaba con el apoyo de Inglaterra, (tercera guerra anglo-neerlandesa), Münster, y Colonia (en neerlandés: Keulen, en alemán: Köln). El ejército francés tomó rápidamente la mayoría de los Países Bajos, aunque Holanda se las arregló para seguir siendo segura. De Witt falló al no poder asegurar la paz con Francia, y fue derrocado. Posteriormente los hermanos, Johan y Cornelis de Witt, fueron linchados brutalmente por una multitud enojada en La Haya. Hoy, la mayoría de los historiadores asumen que Guillermo estuvo implicado en el asesinato. La victoria para el partido de Orange fue completa: el Decreto Eterno fue declarado nulo, y Guillermo elegido estatúder de Holanda, Zelandia y Utrecht, y también le designaron Capitán General y Almirante General de los Países Bajos. Güeldres y Overijssel, que ya tenían a un pariente de Guillermo como estatúder, no lo eligieron hasta 1675. 
Guillermo continuó luchando contra los invasores de Inglaterra y Francia, aliándose luego con España. Después de que el almirante Michiel de Ruyter hubiera derrotado a la flota inglesa, Guillermo firmó la paz en 1674 con la nación que más adelante gobernaría, Inglaterra.
Para consolidar su posición, se comprometió con su prima María, la hija de Jacobo, duque de York (el futuro Jacobo II de Inglaterra). El matrimonio se celebró el 4 de noviembre de 1677 en el palacio de St. James, Londres. La unión fue infeliz e infructuosa, pues la princesa perdió los tres embarazos que tuvo. Encontrando que una guerra con Inglaterra y los Países Bajos sería desventajosa, Luis XIV de Francia firmó la paz en 1678. Luis, sin embargo, continuó su agresión, haciendo que Guillermo se uniera en 1686 a la Liga de Augsburgo (una coalición antifrancesa que también incluía al Sacro Imperio Romano Germánico, Suecia, España y varios Estados alemanes). 
En 1685, Jacobo subió al trono inglés como Jacobo II; un monarca católico que era impopular en sus reinos protestantes. Guillermo procuró conciliar con Jacobo, que él esperaba que se uniría a la Liga de Augsburgo, mientras que al mismo tiempo intentaba no ofender el partido protestante en Inglaterra. Pero antes de 1687 quedó claro que Jacobo II no entraría en la Liga. Para ganarse el favor de los protestantes ingleses, Guillermo expresó su desaprobación a la política religiosa de Jacobo. Muchos políticos ingleses empezaron a verlo como un amigo y comenzaron a negociar con él una futura invasión armada de Inglaterra.

## Ascenso al trono de Inglaterra
Guillermo se oponía al principio al proyecto de invasión. Mientras tanto, en Inglaterra, la segunda esposa de Jacobo II, la reina María de Módena, dio a luz un hijo, Jacobo Francisco Eduardo, que desplazaba a María, la esposa de Guillermo, de la primera línea de la sucesión. La cólera pública protestante también aumentó debido al juicio de siete obispos que se habían opuesto en público a la política religiosa de Jacobo II y le habían solicitado su reforma. La absolución de los obispos supuso una derrota importante para el gobierno de Jacobo II y añadió una resistencia adicional a sus actividades. 
No obstante, Guillermo aún se mostraba renuente a la invasión, creyendo que el pueblo inglés no reaccionaría bien ante un invasor extranjero. Por lo que exigió que los protestantes ingleses más eminentes le invitaran primero a que invadiera el país. El 30 de junio de 1688 —el mismo día que los obispos eran absueltos— un grupo conformado por figuras políticas conocidas como los "Siete Inmortales" cumplen con su petición, enviándole una invitación formal. Guillermo comenzó a hacer los preparativos para la invasión; sus intenciones eran de conocimiento público en septiembre de 1688. Guillermo arribó a Brixham, en el sudoeste de Inglaterra, el 5 de noviembre de 1688, con un ejército neerlandés. Llegó a tierra en la nave Brill pilotada por un pescador local, Peter Varwell, para proclamar "las libertades de Inglaterra y de la religión protestante que mantendré". Guillermo había traído consigo 15 500 soldados y hasta 4000 caballos. Los leales a Jacobo se dispersaron casi inmediatamente. Los oficiales protestantes desertaron del ejército inglés (el más notable de ellos fue John Churchill, el comandante más eficaz de Jacobo y ancestro del célebre primer ministro), y los nobles influyentes declararon a través del país su ayuda al invasor. Aunque la invasión y el derrocamiento subsiguiente de Jacobo II se conocen comúnmente como la Revolución Gloriosa, fue en realidad un coup d'état (golpe de Estado). 
Jacobo II, trató en principio de resistir a Guillermo, pero vio que sus esfuerzos eran en vano. Envió representantes para negociar con Guillermo, y trató secretamente de huir el 11 de diciembre. Un grupo de pescadores lo capturó; llevado de nuevo a Londres, logró escapar con éxito en un segundo intento, el 23 de diciembre. En realidad, Guillermo había permitido que Jacobo huyera del país porque no deseaba hacerlo un mártir para la causa católica.

## Reinado

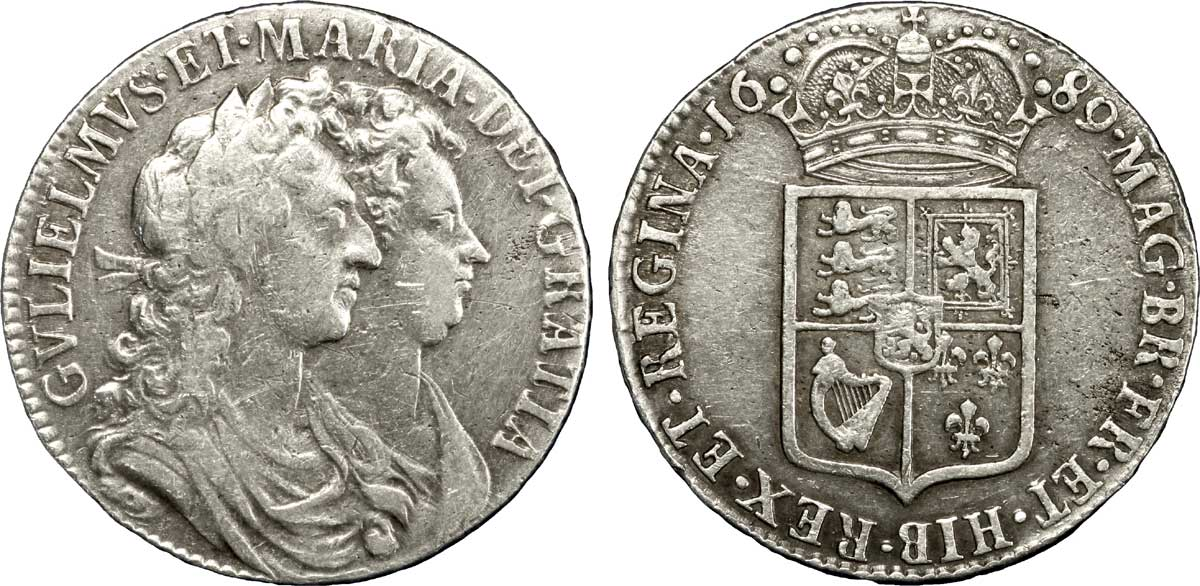
Guillermo III de Inglaterra» y María II.

Una Convención Parlamentaria convocada en 1689 por el príncipe de Orange abrió la sesión, y dio comienzo una discusión referente a la línea de conducta que debía seguirse. Guillermo III se sentía inseguro en su posición; aunque solamente su esposa era formalmente elegible para asumir el trono, él deseaba reinar como rey por propio derecho, en lugar de ser un mero consorte. El único precedente para una monarquía común en Inglaterra databa del siglo XVI, cuando la reina María I se casó con el príncipe español Felipe (luego rey Felipe II de España): Se convino entonces que Felipe tomaría el título de rey, pero seguiría siendo rey solamente en vida de su esposa, y con restricciones en su poder. Por el contrario Guillermo exigió continuar como rey incluso después de la muerte de su esposa. Aunque algunos propusieron a su esposa hacerla soberana única, María, leal a su marido, rechazó la propuesta. 
El 13 de febrero de 1689, el Parlamento decretó que el rey Jacobo II, en su intento de fuga del 11 de diciembre de 1688, había abdicado del gobierno del reino, de tal modo que el trono quedaba vacante. La corona no fue ofrecida al hijo mayor de Jacobo II, Jacobo Francisco Eduardo (quien en circunstancias normales hubiera sido el heredero natural), sino a Guillermo y a María como soberanos en conjunto. Esto, sin embargo, bajo la condición de que "el ejercicio único y completo del poder real esté solamente ejecutado por el dicho príncipe de Orange en nombres suyo y de la princesa durante sus vidas en común". 
Guillermo y María fueron coronados juntos en la abadía de Westminster el 11 de abril de 1689 por el obispo de Londres, Henry Compton. Normalmente, la coronación era realizada por el arzobispo de Canterbury, pero el arzobispo en ese entonces, Guillermo Sancroft, se negó a reconocer la deposición de Jacobo II. El día de la coronación, la convención de los Estados de Escocia —que estaba mucho más dividida que el Parlamento inglés— finalmente declaró que Jacobo no era más el rey de Escocia. Ofrecieron a Guillermo y María la Corona escocesa, que aceptaron el 11 de mayo. En Escocia, Guillermo era llamado oficialmente "Guillermo II", porque había solamente un rey escocés anterior llamado Guillermo I.
En diciembre de 1689, se aprobó el Acta de Derechos, uno de los documentos constitucionales más importantes de la historia inglesa, en la que se regulaba, entre otras cosas, la sucesión de la corona. En primer lugar, Guillermo III seguiría reinando aún si su esposa María II hubiera muerto; la siguiente en la línea sucesoria sería la princesa Ana y sus descendientes, y finalmente estarían los hijos que Guillermo tuviera de un matrimonio posterior.

## Gobierno
Guillermo estuvo ausente del reino largos períodos durante la guerra con Francia. Inglaterra se unió a la Liga de Augsburgo, que entonces era conocida como la Gran Alianza. Mientras Guillermo estaba ausente batallando, su esposa, María II, gobernó en su lugar, pero siempre siguiendo sus consejos. Cada vez que él volvía a Inglaterra, María se hacía a un lado y le dejaba el poder exclusivamente a él. Tal arreglo duró mientras ella vivió. 
Aunque la mayoría de la población de Inglaterra aceptó a Guillermo como soberano, tuvo que hacer frente a una oposición considerable en Escocia e Irlanda. Los jacobitas escoceses —que pensaban que Jacobo II era el legítimo soberano— obtuvieron una victoria impresionante el 27 de julio de 1689 en la batalla de Killiecrankie, pero fueron derrotados un mes más tarde. La reputación de Guillermo se vio afectada por la masacre de Glencoe (1692), en la que un centenar de escoceses fueron asesinados por no prometer correctamente su lealtad a los nuevos reyes. Para tratar de atraerse a la opinión pública, Guillermo despidió a los responsables de la masacre, aunque siguieron gozando de su favor; en palabras del historiador Lord Acton, "el primero se convirtió en coronel, el segundo en caballero, el tercero en un par y el cuarto en un conde".
En Irlanda, en donde los franceses ayudaron a los rebeldes, la lucha continuó mucho más tiempo, aunque Jacobo II hubo de huir de la isla tras la batalla del Boyne (1690). Después de que la marina anglo-neerlandesa derrotara a la flota francesa en La Haya en 1692, la supremacía naval de los ingleses llegó a ser evidente, e Irlanda fue conquistada al poco tiempo. Asimismo, a la Gran Alianza le fue mal en tierra. Guillermo perdió Namur, una parte de su territorio holandés, en 1692, y fue derrotado de manera desastrosa en la batalla de Landen en 1693. 

### Vida privada
María II murió de viruela en 1694, dejando a Guillermo III como gobernante en solitario. Pese a que la había humillado ante los ojos de todos al tener varias amantes (la más conocida de ellas fue Isabel Villiers), a Guillermo le afectó profundamente la muerte de su esposa. Aunque había sido criado como calvinista, se convirtió al anglicanismo. Su renombre, sin embargo, decayó durante su reinado como gobernante único. 
De acuerdo con algunos eruditos modernos, Guillermo pudo haber sido bisexual, pues tuvo varios favoritos masculinos, entre ellos Van Zuylen de Nijveld, bailío de Róterdam. Concedió dignidades inglesas a dos de sus cortesanos neerlandeses: Hans Willem Bentinck fue nombrado conde de Portland y Arnold Joost van Keppel, conde de Albemarle.

### Política exterior
En 1696, la provincia neerlandesa de Drenthe nombró a Guillermo, estatúder. El mismo año, los jacobitas hicieron una nueva tentativa de restaurar a Jacobo II en el trono inglés asesinando a Guillermo III, pero el complot falló. En vista de este fracaso, Luis XIV ofreció a Jacobo la corona de Polonia en el mismo año. Jacobo temía que el aceptar la corona polaca lo hiciera inelegible (en la mente de los ingleses) para volver a ser rey de Inglaterra. Al rechazar esta oferta, Jacobo tomó una decisión fatal: menos de un año más tarde, Francia dejó de apoyarlo. De acuerdo con el Tratado de Rijswijk (20 de septiembre de 1697), que terminó la guerra con la Gran Alianza, Luis XIV reconoció a Guillermo III como rey de Inglaterra y prometió no dar ninguna otra ayuda a Jacobo II. Así, privado del auspicio francés desde 1697, los jacobitas no volvieron a ser más una amenaza sería durante el resto del reinado de Guillermo. 
Mientras su vida se perfilaba hacia el ocaso, Guillermo, como muchos otros gobernantes europeos, sentía preocupación por la cuestión sucesoria al trono de España, que traía con ella, además, extensos territorios en Italia, los Países Bajos y el Nuevo Mundo (América). El rey de España, Carlos II, era un inválido impotente sin ninguna perspectiva de tener descendencia; entre sus parientes más cercanos estaban Luis XIV de Francia y Leopoldo I, emperador de Alemania. Guillermo intentó evitar que la herencia española pasara a cualquiera de estos monarcas, porque temía que tal calamidad trastornaría el equilibrio de poderes en Europa ya que un rey de la Casa de Borbon en España significaría de facto la unión del poderio francés con el emporio Hispanoamericano que aún daba bastantes recursos y por el otro lado la llegada de la rama Austriaca de los Habsburgo nuevamente a la coroña Española equivaldría a recrear el imperio de Carlos V. Guillermo y Luis XIV firmaron el Primer Tratado de Partición, que generaba la división del Imperio Español: el príncipe José Fernando de Baviera (a quien Guillermo mismo había elegido) obtendría España, mientras que Francia y el emperador se repartirían los territorios restantes entre ellos. Los españoles, sin embargo, expresaron indignación por la intromisión de Guillermo, pues no habían sido consultados previamente sobre la desmembración de su propio imperio, y se esforzaron por mantener los territorios unidos bajo soberanía española. 
Al principio, Guillermo y Luis no hicieron caso de los deseos de la corte española. Cuando, sin embargo, José Fernando murió (6 de febrero de 1699) de viruela —o según su propio padre, envenenado por un espía austriaco—, las luchas se reanudaron. En 1700, los dos monarcas pactaron el Segundo Tratado de Partición (también llamado el Tratado de Londres), según el cual los territorios en Italia pasarían a uno de los nietos del rey de Francia, y los otros territorios españoles serían heredados por el segundo hijo del emperador. Este arreglo enfureció a los españoles —quienes todavía intentaron impedir la disolución de su imperio— y al emperador, a quien los territorios italianos le eran mucho más útiles que las otras posesiones. De una manera totalmente inesperada, el inválido rey de España, Carlos II, interfirió al darse cuenta de que se estaba muriendo, a finales de 1700. De manera unilateral, quería que todos los territorios españoles pasaran a manos deFelipe, el segundo de los tres nietos de Luis XIV. El rey francés hizo convenientemente caso omiso del Tratado de Londres y demandó la herencia española en su totalidad. Además, Luis XIV se enfrentó a Guillermo III reconociendo a Jacobo Francisco Eduardo Estuardo —el hijo de Jacobo II, que había muerto en 1701— como rey de Inglaterra. El conflicto subsecuente, conocido como la Guerra de sucesión española, continuó hasta 1713.

## Últimos años y sucesión
La herencia española, sin embargo, no era el único problema que le preocupaba a Guillermo. Su unión con María II no le había dado hijos, y él no parecía muy inclinado a volverse a casar. La hermana de María, la princesa Ana, había tenido numerosos embarazos, pero todos sus hijos habían muerto al nacer o a los pocos años de edad. La muerte de Guillermo, duque de Gloucester —el único hijo superviviente de Ana— en 1700 dejó a la princesa Ana como la única heredera en la línea de la sucesión establecida por el Acta de Derechos. Como el agotamiento completo de la línea de la sucesión podría animar a una restauración de la línea de Jacobo II, el parlamento decidió evitarlo a toda costa aprobando el Acta de Establecimiento (1701), en la cual se estipulaba —entre otras cosas, como el debilitamiento del poder real en favor del Parlamento— que la corona sería heredada por la más cercana pariente protestante de María, Ana y Guillermo, la princesa Sofía de Wittelsbach, electora de Hannover, o en su defecto por sus descendientes protestantes si la princesa Ana moría sin descendencia que la sobreviviera, y si Guillermo III no tenía hijos vivos de alguna unión subsecuente (varios católicos con mayores derechos dinásticos fueron relegados en favor de Sofía). El Acta fue aprobada en Inglaterra e Irlanda, pero no en Escocia, que no había sido consultada antes de la selección de Sofía. 
Durante una cacería, sufrió una aparatosa caída que le provocó serias heridas, entre ellas la más grave, una fractura de clavícula; esto, sumado a una fulminante neumonía, provocaron el final de Guillermo.
Murió en el palacio de Kensington, el 8 de marzo de 1702, siendo sepultado en la abadía de Westminster al lado de su esposa.
| Predecesor: Guillermo II                | Príncipe de Orange y Barón de Breda 1650 - 1702                            | Sucesor: Juan Guillermo Friso        |
| Predecesor: Gran pensionario de Holanda | Estatúder de Holanda, Zelanda y Utrecht 1672 - 1702                        | Sucesor: Gran pensionario de Holanda |
| Predecesor: Gran pensionario de Holanda | Estatúder de Güeldres y Overijssel 1675 - 1702                             | Sucesor: Gran pensionario de Holanda |
| Predecesor: Jacobo II                   | Rey de Inglaterra, Irlanda y Escocia (con María II hasta 1694) 1689 - 1702 | Sucesora: Ana                        |

## Ancestros
| \| \| \| \| \| \| \| \| \| \| \| \| \| \| \| \| \| \| \| \| 16. Guillermo I de Nassau-Dillenburg \| \| \| \| \| \| \| \| \| \| \| \| \| \| \| \| \| \| \| \| \| \| \| \| \| \| \| \| \| \| \| \| \| \| \| \| \| \| \| \| \| \| \| \| \| \| \| \| \| \| \| \| \| \| 8. Guillermo de Orange \| \| \| \| \| \| \| \| \| \| \| \| \| \| \| \| \| \| \| \| \| \| \| \| \| \| \| \| \| \| \| \| \| \| \| \| \| \| \| \| \| \| \| \| \| \| \| \| \| \| \| \| \| \| 17. Juliana de Stolberg \| \| \| \| \| \| \| \| \| \| \| \| \| \| \| \| \| \| \| \| \| \| \| \| \| \| \| \| \| \| \| \| \| \| \| \| \| \| \| \| \| \| \| \| \| \| \| \| \| \| \| \| \| \| 4. Federico Enrique de Orange-Nassau \| \| \| \| \| \| \| \| \| \| \| \| \| \| \| \| \| \| \| \| \| \| \| \| \| \| \| \| \| \| \| \| \| \| \| \| \| \| \| \| \| \| \| \| \| \| \| \| \| \| \| \| \| \| 18. Gaspar II de Coligny \| \| \| \| \| \| \| \| \| \| \| \| \| \| \| \| \| \| \| \| \| \| \| \| \| \| \| \| \| \| \| \| \| \| \| \| \| \| \| \| \| \| \| \| \| \| \| \| \| \| \| \| \| \| 9. Luisa de Coligny \| \| \| \| \| \| \| \| \| \| \| \| \| \| \| \| \| \| \| \| \| \| \| \| \| \| \| \| \| \| \| \| \| \| \| \| \| \| \| \| \| \| \| \| \| \| \| \| \| \| \| \| \| \| 19. Carlota de Laval \| \| \| \| \| \| \| \| \| \| \| \| \| \| \| \| \| \| \| \| \| \| \| \| \| \| \| \| \| \| \| \| \| \| \| \| \| \| \| \| \| \| \| \| \| \| \| \| \| \| \| \| \| \| 2. Guillermo II de Orange-Nassau \| \| \| \| \| \| \| \| \| \| \| \| \| \| \| \| \| \| \| \| \| \| \| \| \| \| \| \| \| \| \| \| \| \| \| \| \| \| \| \| \| \| \| \| \| \| \| \| \| \| \| \| \| \| 20. Conrado de Solms-Braunfels \| \| \| \| \| \| \| \| \| \| \| \| \| \| \| \| \| \| \| \| \| \| \| \| \| \| \| \| \| \| \| \| \| \| \| \| \| \| \| \| \| \| \| \| \| \| \| \| \| \| \| \| \| \| 10. Juan Alberto I de Solms-Braunfels \| \| \| \| \| \| \| \| \| \| \| \| \| \| \| \| \| \| \| \| \| \| \| \| \| \| \| \| \| \| \| \| \| \| \| \| \| \| \| \| \| \| \| \| \| \| \| \| \| \| \| \| \| \| 21. Isabel de Nassau-Dillenburg \| \| \| \| \| \| \| \| \| \| \| \| \| \| \| \| \| \| \| \| \| \| \| \| \| \| \| \| \| \| \| \| \| \| \| \| \| \| \| \| \| \| \| \| \| \| \| \| \| \| \| \| \| \| 5. Amalia de Solms-Braunfels \| \| \| \| \| \| \| \| \| \| \| \| \| \| \| \| \| \| \| \| \| \| \| \| \| \| \| \| \| \| \| \| \| \| \| \| \| \| \| \| \| \| \| \| \| \| \| \| \| \| \| \| \| \| 22. Luis I de Sayn-Wittgenstein \| \| \| \| \| \| \| \| \| \| \| \| \| \| \| \| \| \| \| \| \| \| \| \| \| \| \| \| \| \| \| \| \| \| \| \| \| \| \| \| \| \| \| \| \| \| \| \| \| \| \| \| \| \| 11. Inés de Sayn-Wittgenstein \| \| \| \| \| \| \| \| \| \| \| \| \| \| \| \| \| \| \| \| \| \| \| \| \| \| \| \| \| \| \| \| \| \| \| \| \| \| \| \| \| \| \| \| \| \| \| \| \| \| \| \| \| \| 23. Isabel de Solms-Laubach \| \| \| \| \| \| \| \| \| \| \| \| \| \| \| \| \| \| \| \| \| \| \| \| \| \| \| \| \| \| \| \| \| \| \| \| \| \| \| \| \| \| \| \| \| \| \| \| \| \| \| \| \| \| 1. Guillermo III de Inglaterra \| \| \| \| \| \| \| \| \| \| \| \| \| \| \| \| \| \| \| \| \| \| \| \| \| \| \| \| \| \| \| \| \| \| \| \| \| \| \| \| \| \| \| \| \| \| \| \| \| \| \| \| \| \| 24. Enrique Estuardo, Lord Darnley \| \| \| \| \| \| \| \| \| \| \| \| \| \| \| \| \| \| \| \| \| \| \| \| \| \| \| \| \| \| \| \| \| \| \| \| \| \| \| \| \| \| \| \| \| \| \| \| \| \| \| \| \| \| 12. Jacobo I de Inglaterra y VI de Escocia \| \| \| \| \| \| \| \| \| \| \| \| \| \| \| \| \| \| \| \| \| \| \| \| \| \| \| \| \| \| \| \| \| \| \| \| \| \| \| \| \| \| \| \| \| \| \| \| \| \| \| \| \| \| 25. María I de Escocia \| \| \| \| \| \| \| \| \| \| \| \| \| \| \| \| \| \| \| \| \| \| \| \| \| \| \| \| \| \| \| \| \| \| \| \| \| \| \| \| \| \| \| \| \| \| \| \| \| \| \| \| \| \| 6. Carlos I de Inglaterra \| \| \| \| \| \| \| \| \| \| \| \| \| \| \| \| \| \| \| \| \| \| \| \| \| \| \| \| \| \| \| \| \| \| \| \| \| \| \| \| \| \| \| \| \| \| \| \| \| \| \| \| \| \| 26. Federico II de Dinamarca \| \| \| \| \| \| \| \| \| \| \| \| \| \| \| \| \| \| \| \| \| \| \| \| \| \| \| \| \| \| \| \| \| \| \| \| \| \| \| \| \| \| \| \| \| \| \| \| \| \| \| \| \| \| 13. Ana de Dinamarca \| \| \| \| \| \| \| \| \| \| \| \| \| \| \| \| \| \| \| \| \| \| \| \| \| \| \| \| \| \| \| \| \| \| \| \| \| \| \| \| \| \| \| \| \| \| \| \| \| \| \| \| \| \| 27. Sofía de Mecklemburgo-Güstrow \| \| \| \| \| \| \| \| \| \| \| \| \| \| \| \| \| \| \| \| \| \| \| \| \| \| \| \| \| \| \| \| \| \| \| \| \| \| \| \| \| \| \| \| \| \| \| \| \| \| \| \| \| \| 3. María Enriqueta Estuardo \| \| \| \| \| \| \| \| \| \| \| \| \| \| \| \| \| \| \| \| \| \| \| \| \| \| \| \| \| \| \| \| \| \| \| \| \| \| \| \| \| \| \| \| \| \| \| \| \| \| \| \| \| \| 28. Antonio de Borbón \| \| \| \| \| \| \| \| \| \| \| \| \| \| \| \| \| \| \| \| \| \| \| \| \| \| \| \| \| \| \| \| \| \| \| \| \| \| \| \| \| \| \| \| \| \| \| \| \| \| \| \| \| \| 14. Enrique IV de Francia \| \| \| \| \| \| \| \| \| \| \| \| \| \| \| \| \| \| \| \| \| \| \| \| \| \| \| \| \| \| \| \| \| \| \| \| \| \| \| \| \| \| \| \| \| \| \| \| \| \| \| \| \| \| 29. Juana III de Navarra \| \| \| \| \| \| \| \| \| \| \| \| \| \| \| \| \| \| \| \| \| \| \| \| \| \| \| \| \| \| \| \| \| \| \| \| \| \| \| \| \| \| \| \| \| \| \| \| \| \| \| \| \| \| 7. Enriqueta María de Francia \| \| \| \| \| \| \| \| \| \| \| \| \| \| \| \| \| \| \| \| \| \| \| \| \| \| \| \| \| \| \| \| \| \| \| \| \| \| \| \| \| \| \| \| \| \| \| \| \| \| \| \| \| \| 30. Francisco I, Gran duque de Toscana \| \| \| \| \| \| \| \| \| \| \| \| \| \| \| \| \| \| \| \| \| \| \| \| \| \| \| \| \| \| \| \| \| \| \| \| \| \| \| \| \| \| \| \| \| \| \| \| \| \| \| \| \| \| 15. María de Medicis \| \| \| \| \| \| \| \| \| \| \| \| \| \| \| \| \| \| \| \| \| \| \| \| \| \| \| \| \| \| \| \| \| \| \| \| \| \| \| \| \| \| \| \| \| \| \| \| \| \| \| \| \| \| 31. Juana de Habsburgo-Jagellón \| \| \| \| \| \| \| \| \| \| \| \| \| \| \| \| \| \| \| \| \| \| \| \| \| \| \| \| \| \| \| \| \| \| \| \| \| \| \| \| \| \| \| \| \| \| \| \| \| \| \| \| |                                            |  |  |  |  |  |  |  |  |  |  |  |  |  |  |  |
| |                                            |  |  |  |  |  |  |  |  |  |  |  |  |  |  |  |
| | 16. Guillermo I de Nassau-Dillenburg       |  |  |  |  |  |  |  |  |  |  |  |  |  |  |  |
| |                                            |  |  |  |  |  |  |  |  |  |  |  |  |  |  |  |
| |                                            |  |  |  |  |  |  |  |  |  |  |  |  |  |  |  |
| | 8. Guillermo de Orange                     |  |  |  |  |  |  |  |  |  |  |  |  |  |  |  |
| |                                            |  |  |  |  |  |  |  |  |  |  |  |  |  |  |  |
| |                                            |  |  |  |  |  |  |  |  |  |  |  |  |  |  |  |
| | 17. Juliana de Stolberg                    |  |  |  |  |  |  |  |  |  |  |  |  |  |  |  |
| |                                            |  |  |  |  |  |  |  |  |  |  |  |  |  |  |  |
| |                                            |  |  |  |  |  |  |  |  |  |  |  |  |  |  |  |
| | 4. Federico Enrique de Orange-Nassau       |  |  |  |  |  |  |  |  |  |  |  |  |  |  |  |
| |                                            |  |  |  |  |  |  |  |  |  |  |  |  |  |  |  |
| |                                            |  |  |  |  |  |  |  |  |  |  |  |  |  |  |  |
| | 18. Gaspar II de Coligny                   |  |  |  |  |  |  |  |  |  |  |  |  |  |  |  |
| |                                            |  |  |  |  |  |  |  |  |  |  |  |  |  |  |  |
| |                                            |  |  |  |  |  |  |  |  |  |  |  |  |  |  |  |
| | 9. Luisa de Coligny                        |  |  |  |  |  |  |  |  |  |  |  |  |  |  |  |
| |                                            |  |  |  |  |  |  |  |  |  |  |  |  |  |  |  |
| |                                            |  |  |  |  |  |  |  |  |  |  |  |  |  |  |  |
| | 19. Carlota de Laval                       |  |  |  |  |  |  |  |  |  |  |  |  |  |  |  |
| |                                            |  |  |  |  |  |  |  |  |  |  |  |  |  |  |  |
| |                                            |  |  |  |  |  |  |  |  |  |  |  |  |  |  |  |
| | 2. Guillermo II de Orange-Nassau           |  |  |  |  |  |  |  |  |  |  |  |  |  |  |  |
| |                                            |  |  |  |  |  |  |  |  |  |  |  |  |  |  |  |
| |                                            |  |  |  |  |  |  |  |  |  |  |  |  |  |  |  |
| | 20. Conrado de Solms-Braunfels             |  |  |  |  |  |  |  |  |  |  |  |  |  |  |  |
| |                                            |  |  |  |  |  |  |  |  |  |  |  |  |  |  |  |
| |                                            |  |  |  |  |  |  |  |  |  |  |  |  |  |  |  |
| | 10. Juan Alberto I de Solms-Braunfels      |  |  |  |  |  |  |  |  |  |  |  |  |  |  |  |
| |                                            |  |  |  |  |  |  |  |  |  |  |  |  |  |  |  |
| |                                            |  |  |  |  |  |  |  |  |  |  |  |  |  |  |  |
| | 21. Isabel de Nassau-Dillenburg            |  |  |  |  |  |  |  |  |  |  |  |  |  |  |  |
| |                                            |  |  |  |  |  |  |  |  |  |  |  |  |  |  |  |
| |                                            |  |  |  |  |  |  |  |  |  |  |  |  |  |  |  |
| | 5. Amalia de Solms-Braunfels               |  |  |  |  |  |  |  |  |  |  |  |  |  |  |  |
| |                                            |  |  |  |  |  |  |  |  |  |  |  |  |  |  |  |
| |                                            |  |  |  |  |  |  |  |  |  |  |  |  |  |  |  |
| | 22. Luis I de Sayn-Wittgenstein            |  |  |  |  |  |  |  |  |  |  |  |  |  |  |  |
| |                                            |  |  |  |  |  |  |  |  |  |  |  |  |  |  |  |
| |                                            |  |  |  |  |  |  |  |  |  |  |  |  |  |  |  |
| | 11. Inés de Sayn-Wittgenstein              |  |  |  |  |  |  |  |  |  |  |  |  |  |  |  |
| |                                            |  |  |  |  |  |  |  |  |  |  |  |  |  |  |  |
| |                                            |  |  |  |  |  |  |  |  |  |  |  |  |  |  |  |
| | 23. Isabel de Solms-Laubach                |  |  |  |  |  |  |  |  |  |  |  |  |  |  |  |
| |                                            |  |  |  |  |  |  |  |  |  |  |  |  |  |  |  |
| |                                            |  |  |  |  |  |  |  |  |  |  |  |  |  |  |  |
| | 1. Guillermo III de Inglaterra             |  |  |  |  |  |  |  |  |  |  |  |  |  |  |  |
| |                                            |  |  |  |  |  |  |  |  |  |  |  |  |  |  |  |
| |                                            |  |  |  |  |  |  |  |  |  |  |  |  |  |  |  |
| | 24. Enrique Estuardo, Lord Darnley         |  |  |  |  |  |  |  |  |  |  |  |  |  |  |  |
| |                                            |  |  |  |  |  |  |  |  |  |  |  |  |  |  |  |
| |                                            |  |  |  |  |  |  |  |  |  |  |  |  |  |  |  |
| | 12. Jacobo I de Inglaterra y VI de Escocia |  |  |  |  |  |  |  |  |  |  |  |  |  |  |  |
| |                                            |  |  |  |  |  |  |  |  |  |  |  |  |  |  |  |
| |                                            |  |  |  |  |  |  |  |  |  |  |  |  |  |  |  |
| | 25. María I de Escocia                     |  |  |  |  |  |  |  |  |  |  |  |  |  |  |  |
| |                                            |  |  |  |  |  |  |  |  |  |  |  |  |  |  |  |
| |                                            |  |  |  |  |  |  |  |  |  |  |  |  |  |  |  |
| | 6. Carlos I de Inglaterra                  |  |  |  |  |  |  |  |  |  |  |  |  |  |  |  |
| |                                            |  |  |  |  |  |  |  |  |  |  |  |  |  |  |  |
| |                                            |  |  |  |  |  |  |  |  |  |  |  |  |  |  |  |
| | 26. Federico II de Dinamarca               |  |  |  |  |  |  |  |  |  |  |  |  |  |  |  |
| |                                            |  |  |  |  |  |  |  |  |  |  |  |  |  |  |  |
| |                                            |  |  |  |  |  |  |  |  |  |  |  |  |  |  |  |
| | 13. Ana de Dinamarca                       |  |  |  |  |  |  |  |  |  |  |  |  |  |  |  |
| |                                            |  |  |  |  |  |  |  |  |  |  |  |  |  |  |  |
| |                                            |  |  |  |  |  |  |  |  |  |  |  |  |  |  |  |
| | 27. Sofía de Mecklemburgo-Güstrow          |  |  |  |  |  |  |  |  |  |  |  |  |  |  |  |
| |                                            |  |  |  |  |  |  |  |  |  |  |  |  |  |  |  |
| |                                            |  |  |  |  |  |  |  |  |  |  |  |  |  |  |  |
| | 3. María Enriqueta Estuardo                |  |  |  |  |  |  |  |  |  |  |  |  |  |  |  |
| |                                            |  |  |  |  |  |  |  |  |  |  |  |  |  |  |  |
| |                                            |  |  |  |  |  |  |  |  |  |  |  |  |  |  |  |
| | 28. Antonio de Borbón                      |  |  |  |  |  |  |  |  |  |  |  |  |  |  |  |
| |                                            |  |  |  |  |  |  |  |  |  |  |  |  |  |  |  |
| |                                            |  |  |  |  |  |  |  |  |  |  |  |  |  |  |  |
| | 14. Enrique IV de Francia                  |  |  |  |  |  |  |  |  |  |  |  |  |  |  |  |
| |                                            |  |  |  |  |  |  |  |  |  |  |  |  |  |  |  |
| |                                            |  |  |  |  |  |  |  |  |  |  |  |  |  |  |  |
| | 29. Juana III de Navarra                   |  |  |  |  |  |  |  |  |  |  |  |  |  |  |  |
| |                                            |  |  |  |  |  |  |  |  |  |  |  |  |  |  |  |
| |                                            |  |  |  |  |  |  |  |  |  |  |  |  |  |  |  |
| | 7. Enriqueta María de Francia              |  |  |  |  |  |  |  |  |  |  |  |  |  |  |  |
| |                                            |  |  |  |  |  |  |  |  |  |  |  |  |  |  |  |
| |                                            |  |  |  |  |  |  |  |  |  |  |  |  |  |  |  |
| | 30. Francisco I, Gran duque de Toscana     |  |  |  |  |  |  |  |  |  |  |  |  |  |  |  |
| |                                            |  |  |  |  |  |  |  |  |  |  |  |  |  |  |  |
| |                                            |  |  |  |  |  |  |  |  |  |  |  |  |  |  |  |
| | 15. María de Medicis                       |  |  |  |  |  |  |  |  |  |  |  |  |  |  |  |
| |                                            |  |  |  |  |  |  |  |  |  |  |  |  |  |  |  |
| |                                            |  |  |  |  |  |  |  |  |  |  |  |  |  |  |  |
| | 31. Juana de Habsburgo-Jagellón            |  |  |  |  |  |  |  |  |  |  |  |  |  |  |  |
| |                                            |  |  |  |  |  |  |  |  |  |  |  |  |  |  |  |
| |                                            |  |  |  |  |  |  |  |  |  |  |  |  |  |  |  |